# Hans Ulrich Graf

Hans Ulrich Graf (1971)

Hans Ulrich Graf (* 20. Juni 1922 in Zürich; heimatberechtigt in Oberembrach; † 5. Oktober 2010 in Bülach) war ein Schweizer Politiker (Republikaner, SVP) und Verleger.

## Biografie
Von 1943 bis 1950 studierte Graf Rechtswissenschaften an der Universität Zürich und schloss erfolgreich als Dr. iur. ab. Im selben Jahr übernahm er mit seinem Bruder von seinem verstorbenen Vater die Druckerei sowie die Wochenzeitung Bülach-Dielsdorfer Volksfreund, die er 1957 in Neues Bülacher Tagblatt umbenannte und zur Tageszeitung machte. Bis 2001 blieb er Verleger und Chefredaktor der Zeitung. In den Jahren 1961 bis 1970 war er zudem Redaktor der Schweizer Schützenzeitung und gehörte von 1967 bis 1981 dem Zentralkomitee des Schweizer Schützenverbandes an.
Graf war zunächst Mitglied der FDP, trat 1971 zur Republikanischen Bewegung über und wechselte 1978 schliesslich zur Schweizerischen Volkspartei. Bei den Parlamentswahlen 1971 wurde er im Kanton Zürich in den Nationalrat gewählt und hatte dort bis zum 24. November 1991 Einsitz. Er gehörte zu den Mitbegründern der Aktion für eine unabhängige und neutrale Schweiz (Auns) 1986 und war seitdem in deren Vorstand. Er war Verwaltungsratspräsident der familieneigenen Druckerei Graf AG. Seine politischen Schwerpunkte lagen bei der Militär- und der Sicherheitspolitik auf der Grundlage der bewaffneten, dauernden Neutralität.
Graf verstarb am 5. Oktober 2010 im Alter von 88 Jahren. Seine Beisetzung fand am 13. Oktober 2010 im engsten Familienkreis in Bülach statt.